# Huldenberg
Huldenberg is een plaats en gemeente in de Belgische provincie Vlaams-Brabant. De gemeente telt ruim 10.000 inwoners. De gemeente ligt in de landstreek Dijleland en de Druivenstreek.

## Geografie

### Kernen
Naast Huldenberg zelf liggen in de gemeente nog de deelgemeenten Loonbeek, Neerijse, Ottenburg en Sint-Agatha-Rode.

#### Tabel
| # | Naam             | Opp. (km²) | Inwoners (2020) | Inwoners per km² | NIS-code |
| - | ---------------- | ---------- | --------------- | ---------------- | -------- |
| 1 | Huldenberg       | 11,01      | 3.048           | 277              | 24045A   |
| 2 | Loonbeek         | 4,67       | 1.115           | 239              | 24045B   |
| 3 | Neerijse         | 10,45      | 1.806           | 173              | 24045C   |
| 4 | Ottenburg        | 6,62       | 2.304           | 348              | 24045E   |
| 5 | Sint-Agatha-Rode | 7,20       | 1.670           | 232              | 24045D   |

## Bezienswaardigheden
- De Onze-Lieve-Vrouwekerk is een gotische driebeukige kerk in witte zandsteen. Met de bouw werd begonnen in de 13de eeuw. In de gevel van de zuidelijke zijkoor bevindt zich een van de oudste en mooiste zonnewijzers van de streek. Hij dateert uit 1764 en is zichtbaar vanaf het plein.
- De pastorie is een bakstenen renaissancegebouw uit 1664.
- De Sint-Rochuskapel, een laatbarok gebouwtje uit 1727. Ter gelegenheid van de restauratie in 1919 werd boven de ingang een luifel geplaatst.
- Het Kasteel van Huldenberg, oorspronkelijk Empire (1811), maar grondig verbouwd in Vlaamse neorenaissance (1926-1927). Het is niet toegankelijk voor het publiek.
- De gedenkplaat van Felix Sohie in brons met de beeltenis van Felix Sohie (1841-1929). De gedenkplaat werd gemaakt door Harry Elstrøm (1906-1993). Het monumentje werd op 4 oktober 1959 ingehuldigd en staat aan de Peuthystraat bij de ingang van het kasteelpark. Felix Sohie legde in de serre van het kasteel rond 1862 de grondslag van de druiventeelt onder glas.
- Het gemeentehuis van Huldenberg. Het oude gedeelte (1867-68) heeft een statige neobarokke voorgevel.
- Het Bronmonument uit 1906 op het Gemeenteplein bij een vrijheidsboom (een plataan).
- Ganspoel, een basisschool, een technische en een secundaire school voor blinden of slechtzienden. Er zijn nu 100 leerlingen in de school. Ook verblijven er 60 meervoudig gehandicapten (volwassenen) en werken er ongeveer 200 mensen.

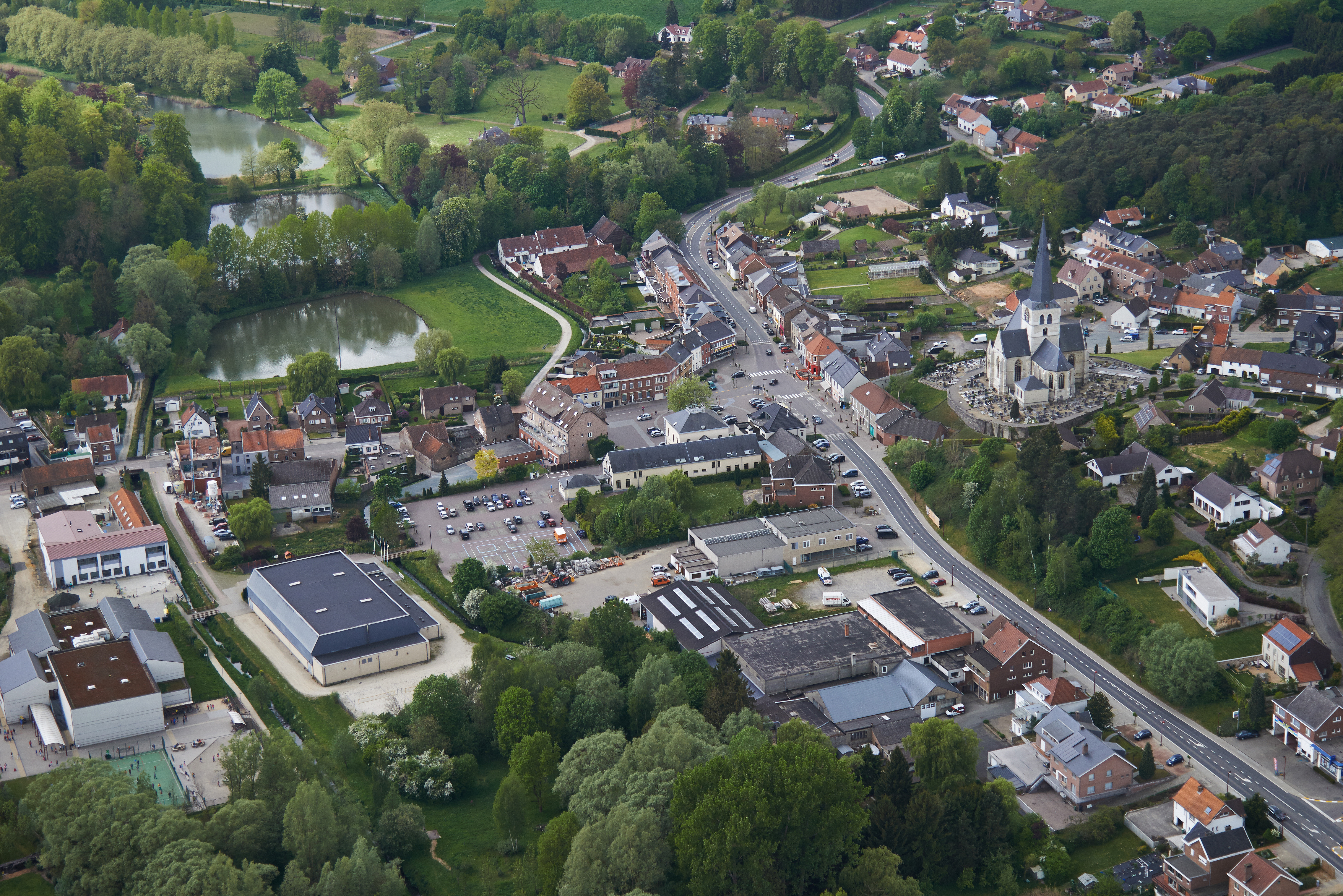
Centrum van Huldenberg
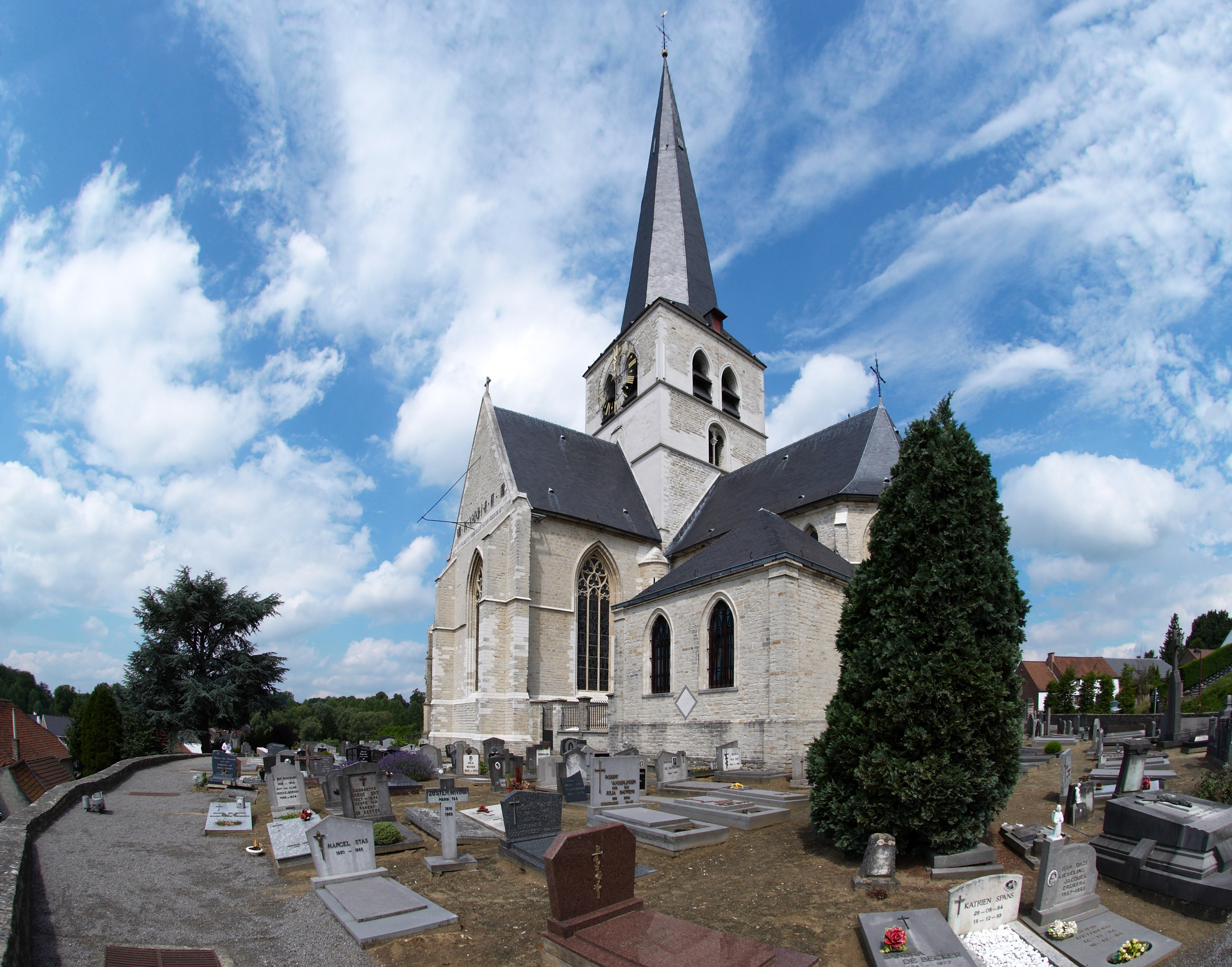
Onze-Lieve-Vrouwekerk
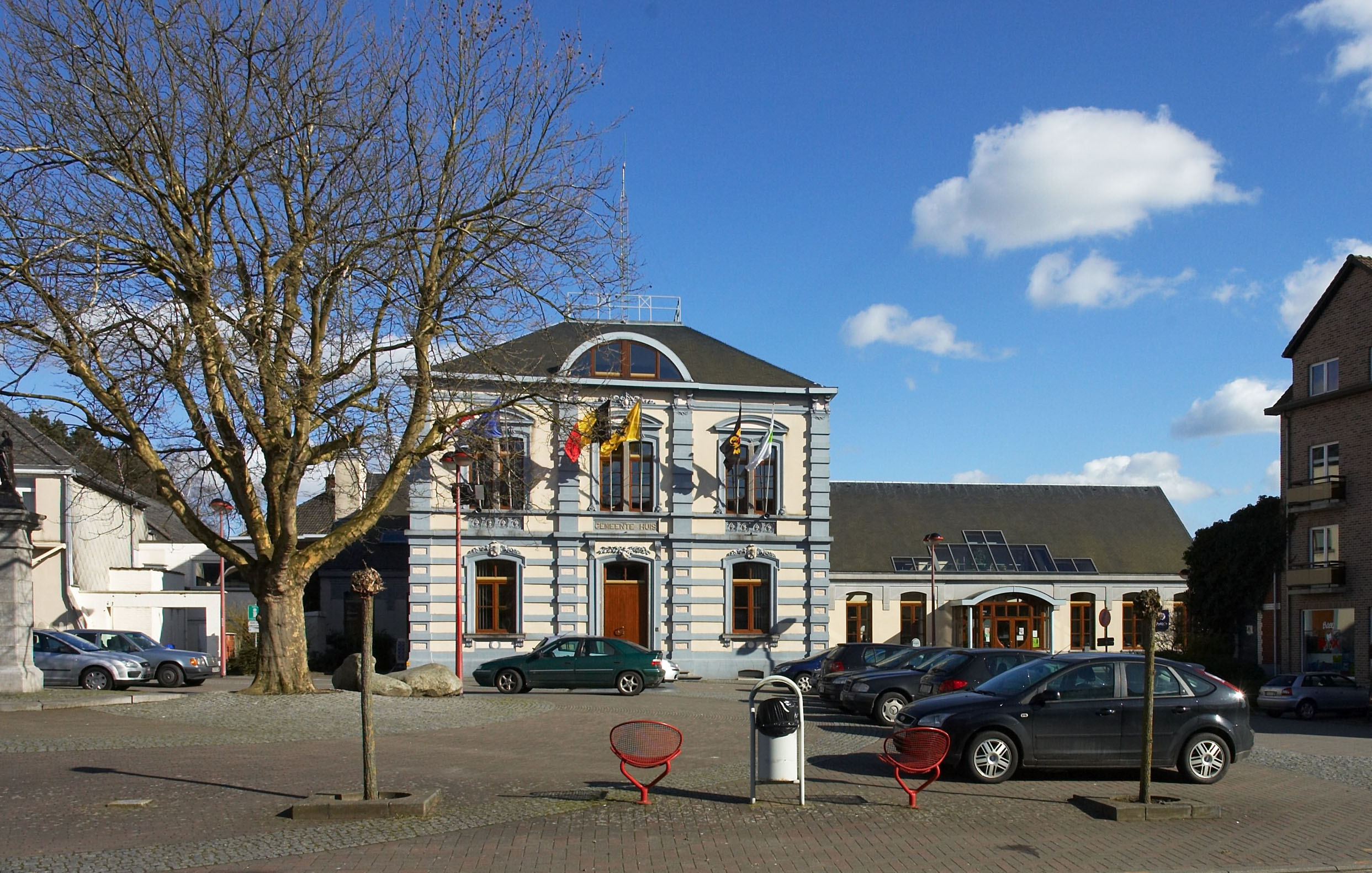
Gemeentehuis
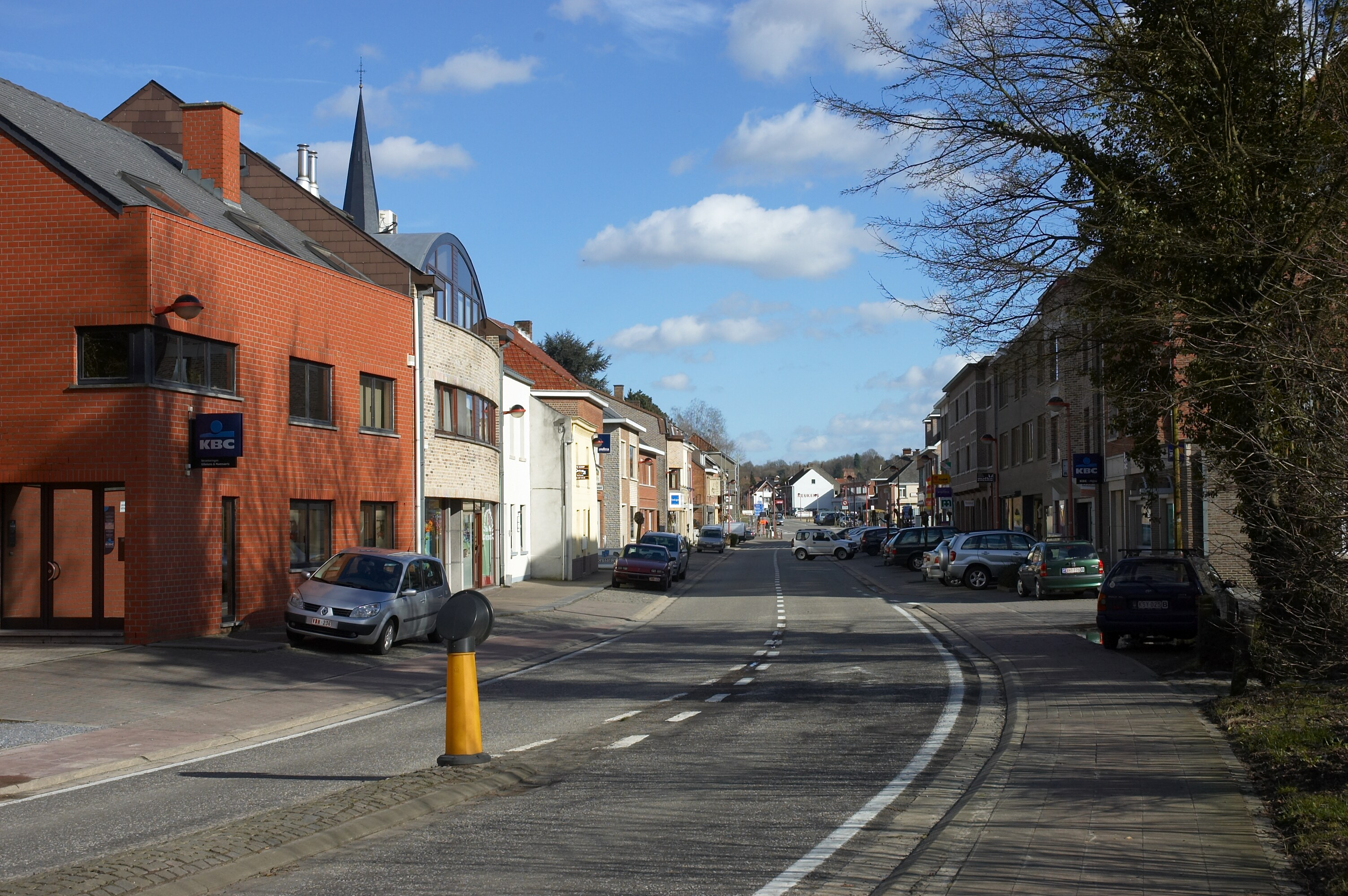
Peuthystraat bij het binnenkomen van het centrum van Huldenberg
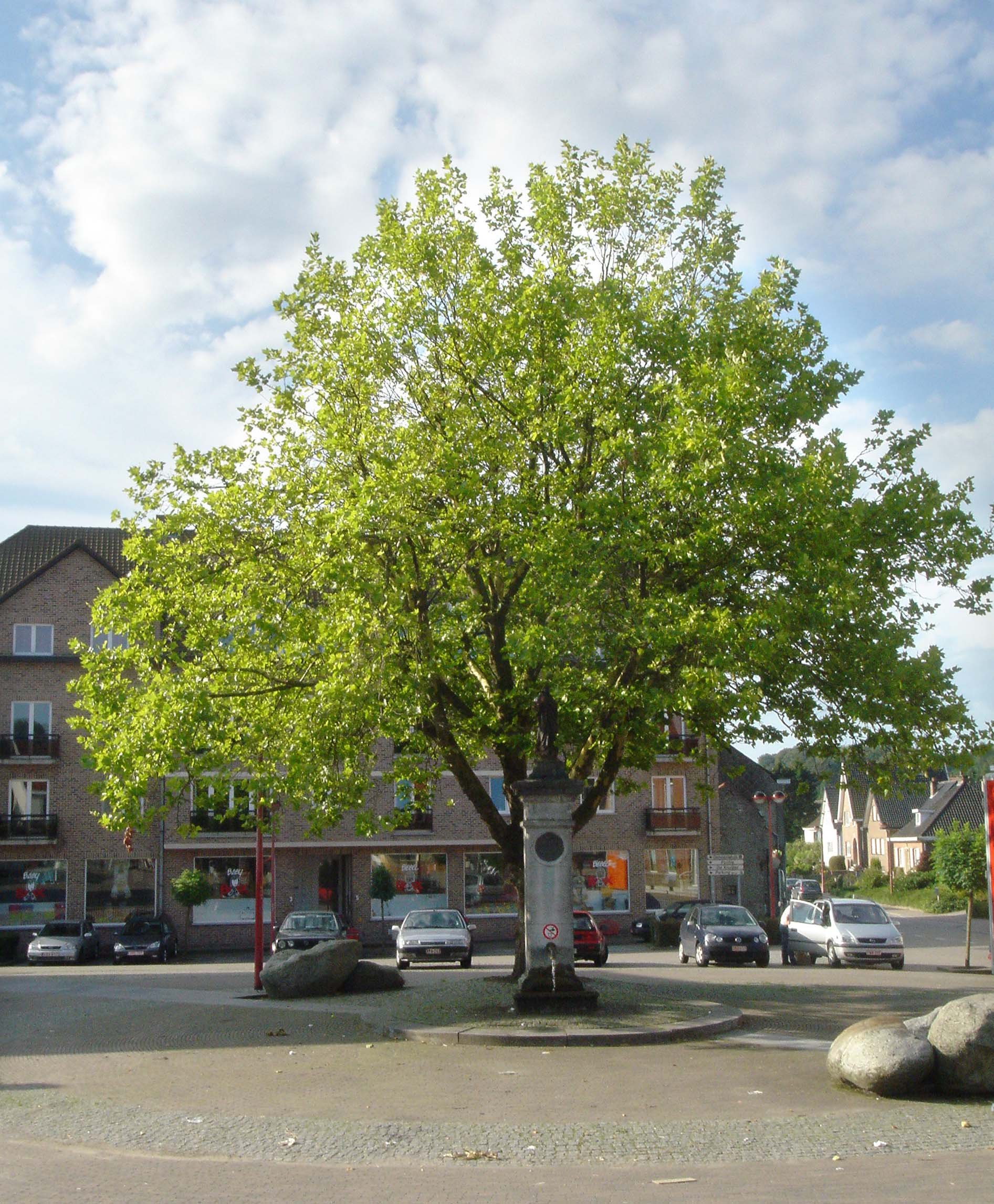
Vrijheidsboom (plataan) en een bronmonument uit 1906
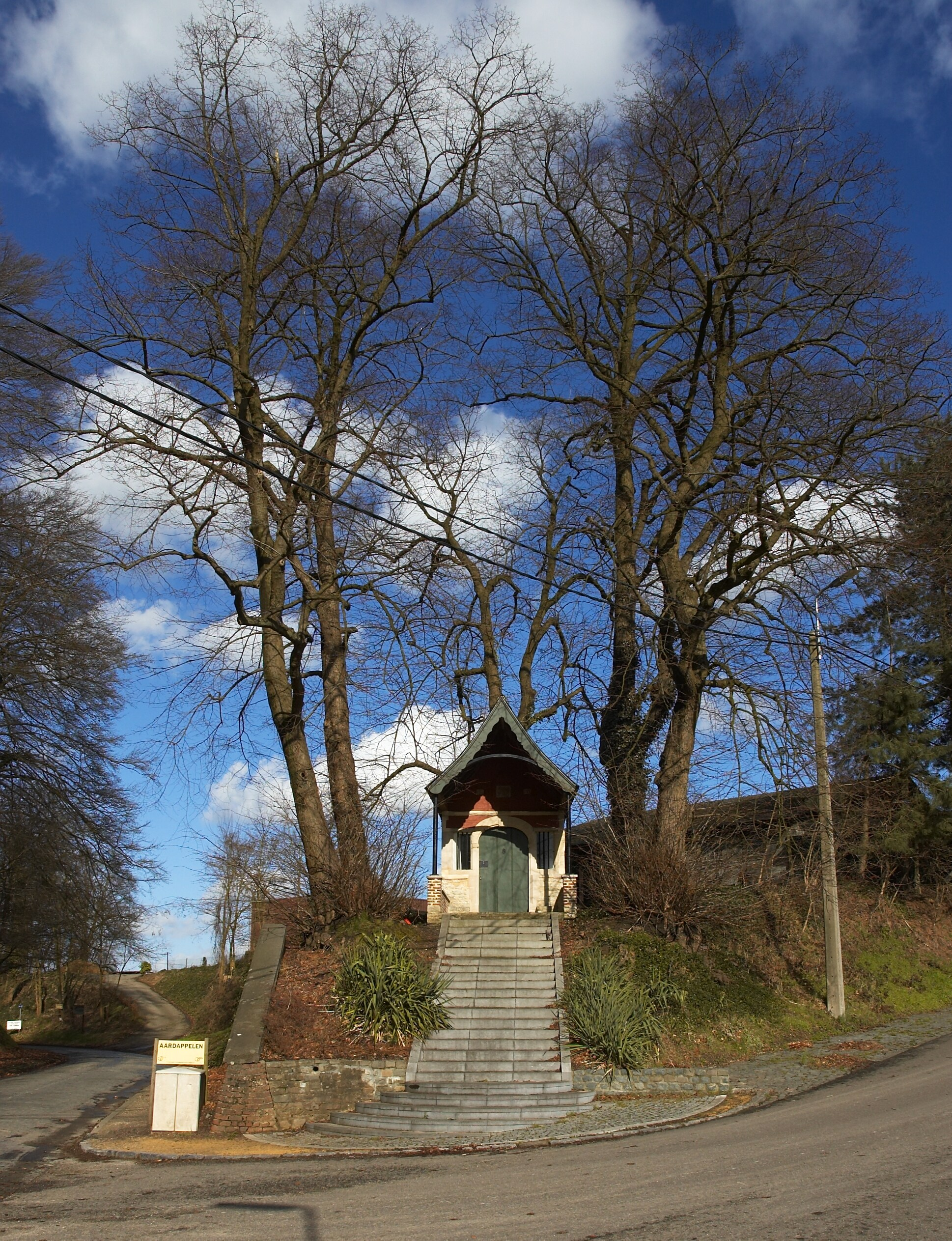
Sint-Rochuskapel gebouwd in 1727
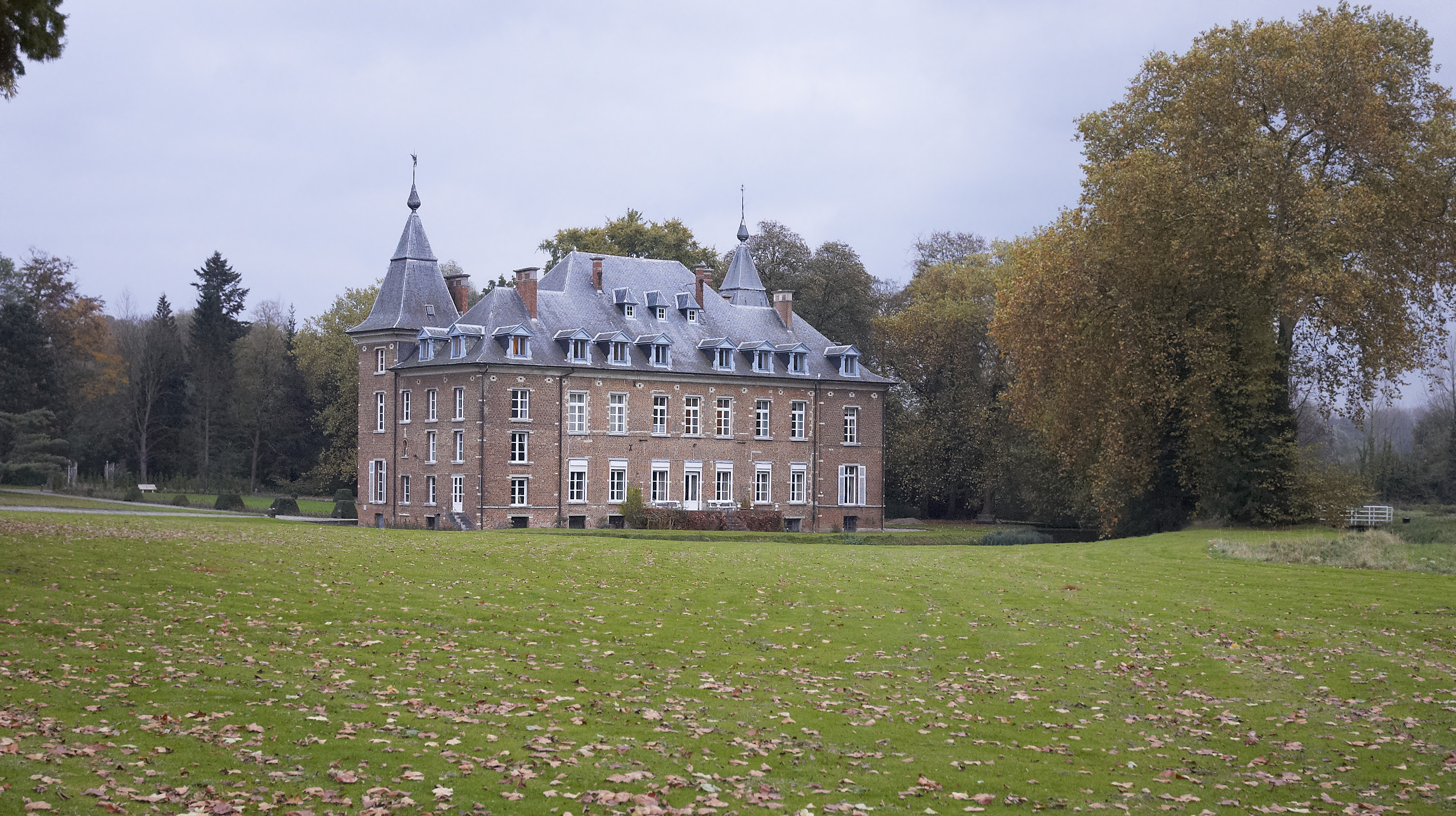
Kasteel Huldenberg

## Natuur en landschap
Huldenberg ligt op het Brabants Plateau op een hoogte van 35-97 meter. De plaats ligt aan de IJse die in noordoostelijke richting naar de Dijle stroomt. De vallei heeft hier steile oevers.

## Demografische ontwikkeling

### Demografische evolutie deelgemeente voor de fusie
- Bronnen:NIS, Opm:1831 tot en met 1970=volkstellingen, 1976= inwonersaantal op 31 december

### Demografische ontwikkeling van de fusiegemeente
Alle historische gegevens hebben betrekking op de huidige gemeente, inclusief deelgemeenten, zoals ontstaan na de fusie van 1 januari 1977.
- Bronnen:NIS, Opm:1806 tot en met 1981=volkstellingen; 1990 en later= inwonertal op 1 januari

| Inwoners van jaar tot jaar op 1 januari 1992 tot heden | Inwoners van jaar tot jaar op 1 januari 1992 tot heden | Inwoners van jaar tot jaar op 1 januari 1992 tot heden |
| jaar                                                   | Aantal                                                 | Evolutie: 1992=index 100                               |
| ------------------------------------------------------ | ------------------------------------------------------ | ------------------------------------------------------ |
| 1992                                                   | 8.073                                                  | 100,0                                                  |
| 1993                                                   | 8.209                                                  | 101,7                                                  |
| 1994                                                   | 8.314                                                  | 103,0                                                  |
| 1995                                                   | 8.435                                                  | 104,5                                                  |
| 1996                                                   | 8.637                                                  | 107,0                                                  |
| 1997                                                   | 8.750                                                  | 108,4                                                  |
| 1998                                                   | 8.935                                                  | 110,7                                                  |
| 1999                                                   | 8.989                                                  | 111,3                                                  |
| 2000                                                   | 9.009                                                  | 111,6                                                  |
| 2001                                                   | 9.056                                                  | 112,2                                                  |
| 2002                                                   | 9.009                                                  | 111,6                                                  |
| 2003                                                   | 9.046                                                  | 111,6                                                  |
| 2004                                                   | 9.046                                                  | 112,1                                                  |
| 2005                                                   | 9.122                                                  | 113,0                                                  |
| 2006                                                   | 9.130                                                  | 113,1                                                  |
| 2007                                                   | 9.261                                                  | 114,7                                                  |
| 2008                                                   | 9.295                                                  | 115,1                                                  |
| 2009                                                   | 9.350                                                  | 115,8                                                  |
| 2010                                                   | 9.407                                                  | 116,5                                                  |
| 2011                                                   | 9.464                                                  | 117,2                                                  |
| 2012                                                   | 9.528                                                  | 118,0                                                  |
| 2013                                                   | 9.610                                                  | 119,0                                                  |
| 2014                                                   | 9.668                                                  | 119,8                                                  |
| 2015                                                   | 9.678                                                  | 119,9                                                  |
| 2016                                                   | 9.743                                                  | 120,7                                                  |
| 2017                                                   | 9.762                                                  | 120,9                                                  |
| 2018                                                   | 9.892                                                  | 122,5                                                  |
| 2019                                                   | 9.921                                                  | 122,9                                                  |
| 2020                                                   | 9.943                                                  | 123,2                                                  |
| 2021                                                   | 9.981                                                  | 123,6                                                  |
| 2022                                                   | 10.017                                                 | 124,1                                                  |
| 2023                                                   | 10.080                                                 | 124,9                                                  |
| 2024                                                   | 10.083                                                 | 124,9                                                  |
| 2025                                                   | 10.071                                                 | 124,7                                                  |

## Religie
De gemeente Huldenberg bestaat uit een aantal kerkdorpen die ieder een eigen kerk hebben:
- Onze-Lieve-Vrouwekerk in Huldenberg
- Sint-Antoniuskerk in Loonbeek
- Sint-Pieter en Pauwelkerk in Neerijse
- Sint-Nicolaaskerk in Ottenburg
- Sint-Agathakerk in Sint-Agatha-Rode

Daarnaast zijn er ook twee monumentale kapellen:
- Sint-Rochuskapel in Huldenberg
- Kapel van Onze-Lieve-Vrouw ten Pui in Neerijse

## Politiek

### Burgemeesters
Burgemeesters van Huldenberg waren:
- (Franse Keizerrijk)-1854: Théodore de Baudequin de Peuthy d'Huldenberghe
- ?-1968: Thierry de Limburg Stirum
- 1968-1970: Evrard de Limburg Stirum (CVP)
- 1971-1972: Eugeen Steeno
- 1972-1976: Georges Vanderlinden
- 1977-1988: Karel Verheyden (CVP)
- 1989-1997: Marcel Jossart (SP)
- 1998-2006: Georges Vanderlinden (VLD)
- 2007-2012: Marc Verheyden (CD&V/N-VA)
- 2013-heden: Danny Vangoidtsenhoven (Open Vld)

#### 2024-2030
Burgemeester is Danny Vangoidtsenhoven (Open Vld). Hij leidt een coalitie bestaande uit Open Vld en CD&V. Samen vormen ze de meerderheid met 15 op 21 zetels.

### Resultaten gemeenteraadsverkiezingen sinds 1976
| Partij               | Partij                             | 10-10-1976 | 10-10-1976 | 10-10-1982 | 10-10-1982 | 9-10-1988 | 9-10-1988 | 9-10-1994 | 9-10-1994 | 8-10-2000 | 8-10-2000 | 8-10-2006 | 8-10-2006 | 14-10-2012 | 14-10-2012 | 14-10-2018 | 14-10-2018 | 13-10-2024 | 13-10-2024 |
| Stemmen / Zetels     | Stemmen / Zetels                   | %          | 17         | %          | 17         | %         | 17        | %         | 17        | %         | 19        | %         | 21        | %          | 21         | %          | 21         | %          | 21         |
| -------------------- | ---------------------------------- | ---------- | ---------- | ---------- | ---------- | --------- | --------- | --------- | --------- | --------- | --------- | --------- | --------- | ---------- | ---------- | ---------- | ---------- | ---------- | ---------- |
|                      | CVP1 / CD&V+N-VAB / CD&V2          | 41,971     | 9          | 42,621     | 8          | 40,911    | 8         | 35,061    | 7         | 26,431    | 5         | 37,42B    | 9         | 25,042     | 6          | 18,62      | 4          | 24,42      | 5          |
|                      | VU1 / VLD-VUA / CD&V+N-VAB / N-VA2 | 6,111      | 0          | 12,291     | 1          | 12,041    | 1         | 31,26A    | 6         | -         |           | 37,42B    | 9         | 20,882     | 4          | 19,72      | 4          | 20,22      | 4          |
|                      | PVV1 / VLD-VUA / VLD2 / Open Vld3  | 26,71      | 5          | 26,711     | 5          | 26,281    | 5         | 31,26A    | 6         | 44,522    | 10        | 33,672    | 7         | 29,843     | 7          | 44,23      | 10         | 42,53      | 10         |
|                      | SP1 / sp.a2                        | 15,221     | 2          | 18,391     | 3          | 20,771    | 3         | 25,81     | 4         | 16,971    | 3         | 11,652    | 2         | 8,052      | 1          | -          |            | -          |            |
|                      | Agalev1 / Groen2                   | -          |            | -          |            | -         |           | 7,891     | 0         | 12,081    | 1         | 17,262    | 3         | 16,22      | 3          | 17,52      | 3          | 12,92      | 2          |
|                      | OVB                                | 10         | 1          | -          |            | -         |           | -         |           | -         |           | -         |           | -          |            | -          |            | -          |            |
| Totaal stemmen       | Totaal stemmen                     | 4733       | 4733       | 5157       | 5157       | 5499      | 5499      | 5718      | 5718      | 6051      | 6051      | 6217      | 6217      | 6400       | 6400       | 6745       | 6745       | 5101       | 5101       |
| Opkomst %            | Opkomst %                          |            |            |            |            | 94,86     | 94,86     | 93,34     | 93,34     | 92,02     | 92,02     | 93,14     | 93,14     | 90,76      | 90,76      | 92,9       | 92,9       | 68,4       | 68,4       |
| Blanco en ongeldig % | Blanco en ongeldig %               | 2,83       | 2,83       | 3,72       | 3,72       | 3,95      | 3,95      | 4,88      | 4,88      | 6,13      | 6,13      | 5,98      | 5,98      | 4,00       | 4,00       | 3,7        | 3,7        | 1,5        | 1,5        |

De rode cijfers naast de gegevens duiden aan onder welke naam de partijen telkens bij een verkiezing opkwamen.

De zetels van de gevormde meerderheid staan vetjes afgedrukt. De grootste partij is in kleur.

## Sport
Voetbalclub OHR Huldenberg is aangesloten bij de KBVB en actief in de provinciale reeksen.

## Bekende inwoners
Personen die in Huldenberg geboren of overleden zijn, geruime tijd in Huldenberg verbleven hebben, of er nog wonen.
- Benno Barnard (1954), Nederlands dichter, essayist, toneelschrijver, reisschrijver en vertaler
- Charlepoeng (1761-1799), Zuid-Nederlands verzetsstrijder
- Dixie Dansercoer (1962-2021), atleet, ontdekkingsreiziger
- Roger Dillemans (1932), jurist en voormalig rector KU Leuven
- Charles Ducal (1952), schrijver en dichter
- Katia della Faille de Leverghem (1969), politica en modemodel
- Koen Geens (1958), politicus
- Paul Splingaerd (1842-1906), hoge ambtenaar aan het Chinese keizerlijke hof
- Zjef Vanuytsel (1945-2015), kleinkunstzanger en architect

## Nabijgelegen kernen
Loonbeek, Terlanen, Duisburg, Overijse